# Exposição pré-natal à cocaína
A exposição pré-natal à cocaína (PCE), teorizada na década de 1970, ocorre quando uma pessoa grávida usa cocaína ou crack, e assim expõe seu feto à droga. Supõe-se que esses bebês tenham maior risco de problemas de saúde e desenvolvimento, sendo chamados coloquialmente de "bebês do crack".
A PCE é muito difícil de estudar, porque raramente ocorre isoladamente; geralmente coexiste com uma variedade de outros fatores, que podem confundir os resultados de um estudo. Pessoas grávidas que usam cocaína frequentemente também usam outras drogas [en] podem estar desnutridas e sem acesso a cuidados médicos, estão em risco de violência e podem negligenciar seus filhos. Crianças com PCE em lares adotivos podem enfrentar problemas devido a situações familiares instáveis. Fatores como a pobreza, frequentemente associada à PCE, têm uma influência muito mais forte sobre as habilidades intelectuais e acadêmicas das crianças do que a exposição isolada à cocaína. Assim, os pesquisadores têm dificuldade em determinar quais efeitos resultam da PCE e quais resultam de outros fatores nas histórias das crianças.
A PCE está associada ao parto prematuro, doenças congênitas, transtorno de déficit de atenção e hiperatividade (TDAH) e outras patologias. Acredita-se que os efeitos da cocaína no feto sejam semelhantes aos do tabaco e menos graves do que os do álcool.  Nenhuma evidência científica demonstrou diferença nos danos ao feto entre o crack e a cocaína em pó.
Não foram encontrados distúrbios ou condições específicas em pessoas cujas mães usaram cocaína durante a gravidez. A PCE parece ter pouco efeito no crescimento infantil.  Estudos centrados em crianças de seis anos ou menos não demonstraram quaisquer efeitos directos e a longo prazo da PCE na linguagem, no crescimento ou no desenvolvimento, medidos através de resultados de testes.
"Crack baby" (também chamado de "cocaine baby" e "crack kid") foi um termo cunhado para descrever crianças que foram expostas ao crack quando fetos, que surgiu nos EUA durante as décadas de 1980 e 1990 em meio a uma epidemia de crack.  Os primeiros estudos relataram que as pessoas que tinham sido expostas ao crack no útero ficariam gravemente incapacitadas emocionalmente, mentalmente e fisicamente; esta crença tornou-se comum nas comunidades científicas e na população em geral. Havia uma preocupação generalizada de que uma geração de crianças expostas à cocaína viesse a sobrecarregar a sociedade e os serviços sociais à medida que estas aumtassem. No entanto, pesquisas posteriores não conseguiram confirmar as conclusões dos primeiros estudos, que apontavam para consequências graves e incapacitantes da PCE; esses estudos iniciais apresentavam falhas metodológicas, como tamanhos de amostra reduzidos e fatores de confusão. Ao longo do tempo, os cientistas passaram a considerar que tais conclusões podem ter sido exageradas.